# Estoire de la guerre sainte
L'estoire de la guerre sainte ("Storia della guerra santa") è un resoconto scritto in lingua anglo-normanna in 12 352 ottonari e incentrato sulla spedizione compiuta in Terra santa da Riccardo I d'Inghilterra. Fu scritto da un certo Ambrogio Normanno.